# Peso operativo a vuoto
In aviazione, il peso operativo a vuoto di un aeroplano, in gergo tecnico abbreviato con OEW ovvero Operating Empty Weight è il peso di base di un aeromobile, inclusi l'equipaggio, tutti i fluidi necessari per il funzionamento come l'olio motore, il liquido di raffreddamento del motore, acqua, carburante inutilizzabile e tutte le voci degli operatori e le attrezzature necessarie per il volo, ma escluso il combustibile utilizzabile e il carico utile. Inoltre, sono inclusi alcuni elementi di base, il personale, le attrezzature e le forniture necessarie per la piena operatività.
Il peso operativo a vuoto è sostanzialmente la somma del peso a vuoto dichiarato dal produttore (MEW), elementi standard (SI) e gli articoli dell'operatore aereo (OI).
OEW = MEW + SI + OI
Il prezzo di acquisto di un aeroplano commerciale è una funzione quasi lineare del peso operativo a vuoto.